# Åke och hans värld
Åke och hans värld é um filme de drama sueco de 1984 dirigido e escrito por Allan Edwall. Foi selecionado como representante da Suécia à edição do Oscar 1985, organizada pela Academia de Artes e Ciências Cinematográficas.

## Elenco
- Martin Lindström - Åke
- Loa Falkman - pai de Åke
- Gunnel Fred - mãe de Åke
- Katja Blomquist - Aja
- Ulla Sjöblom - avó de Åke
- Suzanne Ernrup - Anne-Marie
- Björn Gustafson - Bergström
- Alexander Skarsgård - Kalle Nubb
- Stellan Skarsgård - Ebenholtz
- Allan Edwall - Principal Godeman
- Elisabeth Lee - Mrs. Godeman